# Жез ез Англ
Жез ез Англ (фр. Gez-ez-Angles) насеље је и општина у јужној Француској у региону Миди Пирене, у департману Горњи Пиринеји која припада префектури Аржеле Газо.
По подацима из 2011. године у општини је живело 25 становника, а густина насељености је износила 10,55 становника/km². Општина се простире на површини од 2,37 km². Налази се на средњој надморској висини од 549 метара (максималној 721 m, а минималној 397 m).

## Демографија
| 1962. | 1968. | 1975. | 1982. | 1990. | 1999. | 2011. |
| ----- | ----- | ----- | ----- | ----- | ----- | ----- |
| 16    | 25    | 22    | 26    | 23    | 22    | 25    |

График промене броја становника у току последњих година